# علف تب‌بر شیرین
علف تب‌بر شیرین (نام علمی: Eupatorium purpureum) نام یک گونه از سرده یوپاتریوم است.